# Vietnam Veterans Memorial

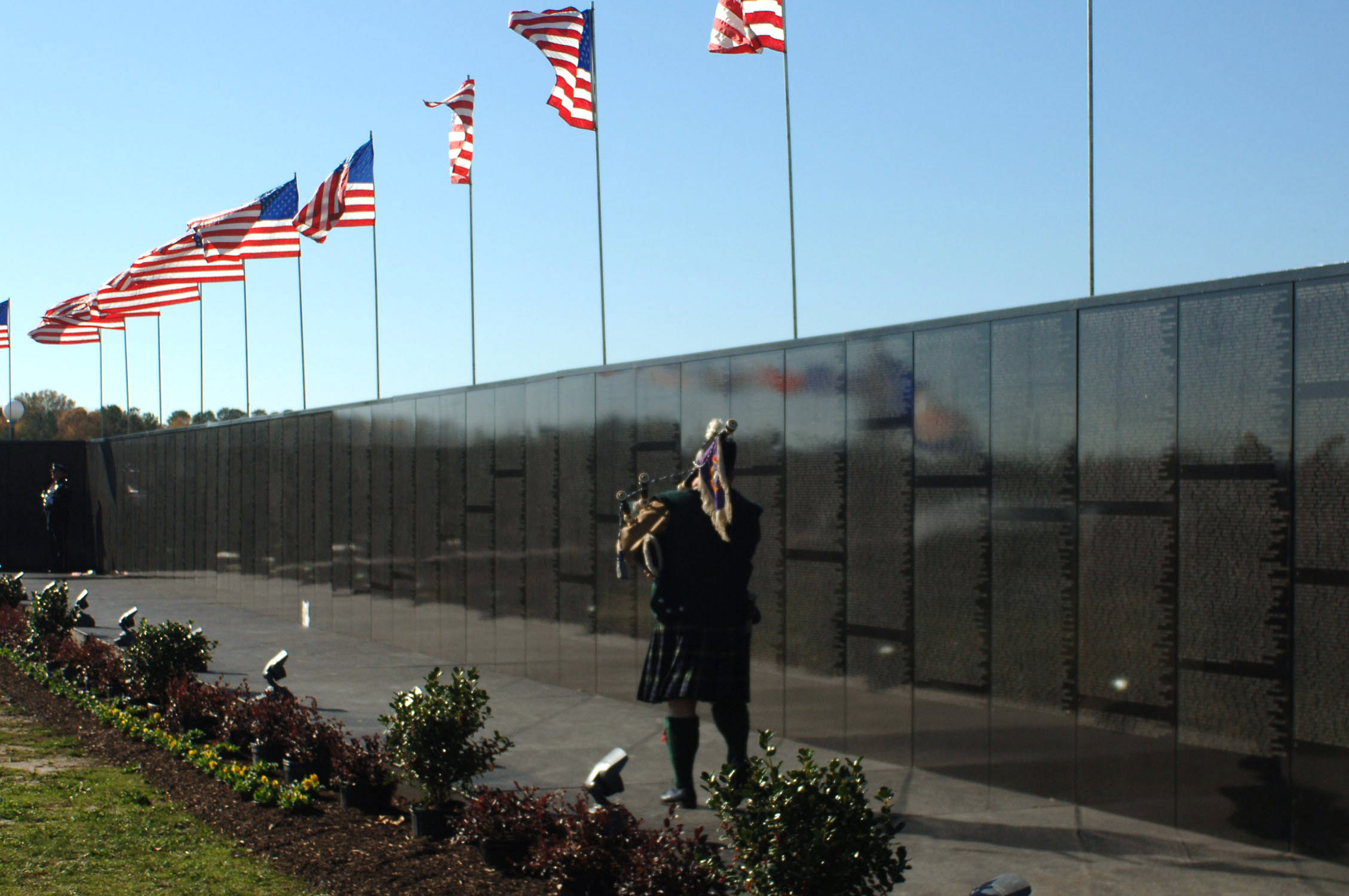
Vietnam Veterans Memorial

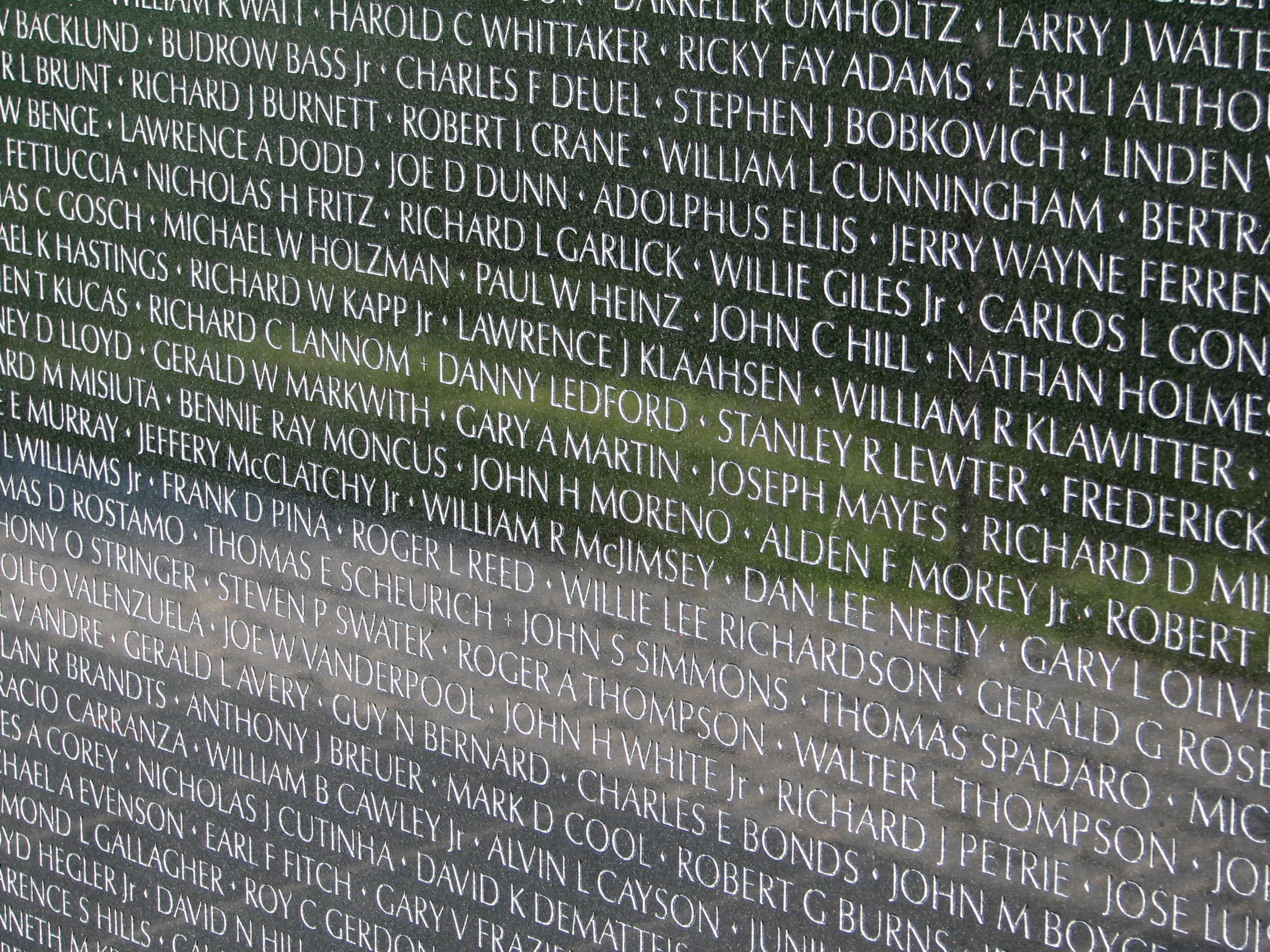
Enkele van de duizenden namen op het Vietnam Veterans Memorial

Het Vietnam Veterans Memorial (ook wel The Wall of "de muur" genoemd) is een monument in de Amerikaanse hoofdstad Washington D.C. ter ere van de veteranen en gesneuvelde soldaten uit de Vietnamoorlog.
Het monument bestaat uit drie delen, te weten "de muur"; een monument ter ere van vrouwelijke veteranen (meest verpleegsters), en een standbeeld. Het meest herkenbare van deze drie delen is "de muur", een uit twee delen opgetrokken muur van zwart graniet, elk deel is 75 m lang en tussen de 20 cm en 3 m hoog en onder een hoek van ongeveer 125 graden verbonden met het andere deel. Het ene deel van de muur wijst in de richting van het Washington Monument terwijl het andere naar het Lincoln Memorial wijst. Op de muur staan zo'n 58.000 namen van gesneuvelde en vermiste soldaten die tijdens de Vietnamoorlog in dienst waren. De muur werd ontworpen door de architecte Maya Lin. De muur werd in 1982 onthuld.

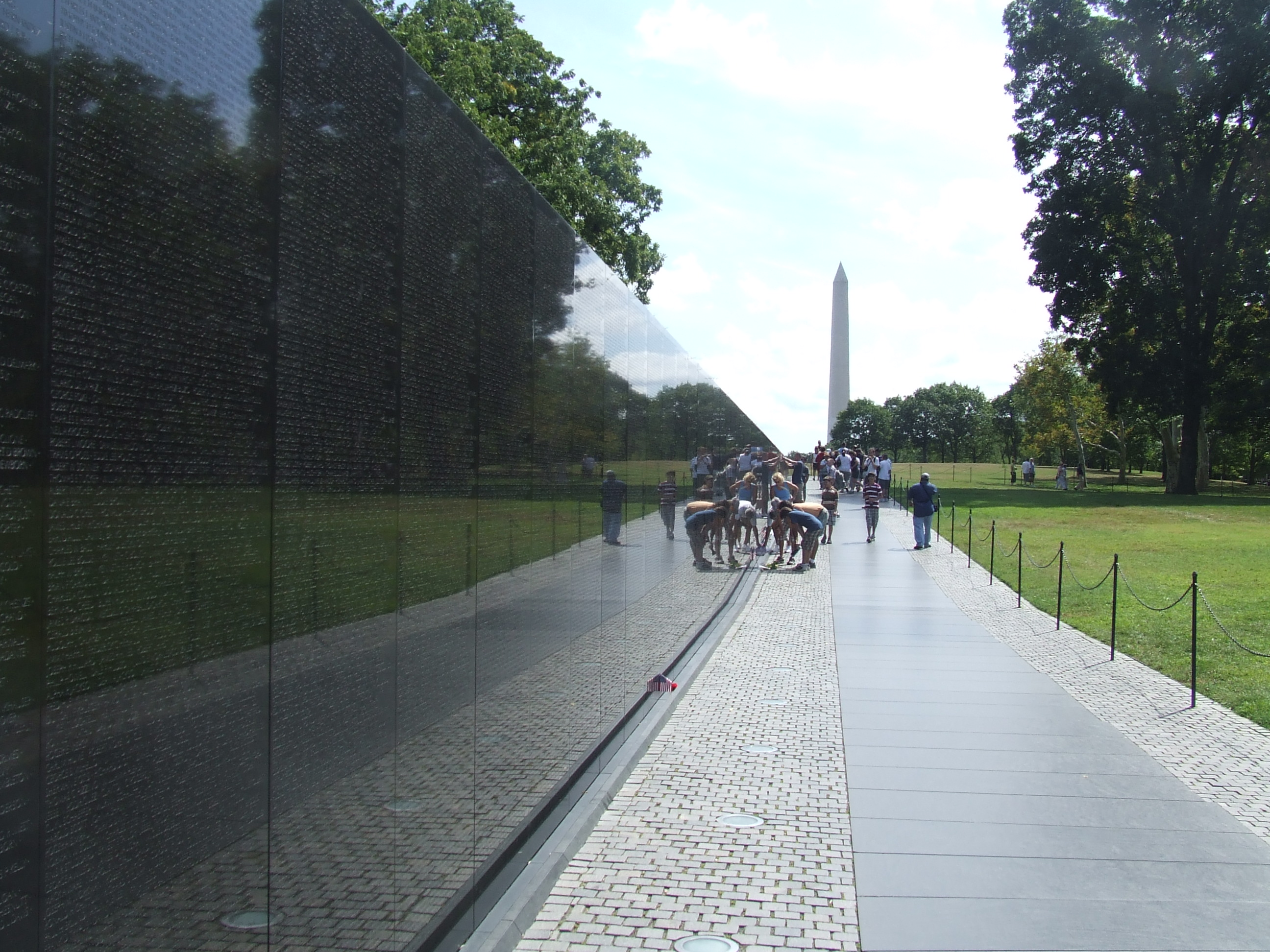
Bezoekers proberen namen te herkennen

Het vrouwenmonument werd in 1993 aan het complex toegevoegd terwijl in 1984 al een standbeeld werd onthuld met de naam The Three soldiers. In 2004 ten slotte werd een plakkaat toegevoegd ter ere van veteranen die na de oorlog, maar wel als direct gevolg van de oorlog, om het leven kwamen.
Traditioneel komen veteranen en familieleden van omgekomen troepen naar het monument toe om de namen van hun kameraden of familie op te zoeken. Door bezoekers achtergelaten voorwerpen worden dagelijks verzameld en bewaard in een speciaal daarvoor bedoeld museum en opslagplaats.